# Jonathan Davidsson
Jonathan Mikael Davidsson, född 12 mars 1997 i Tyresö, Stockholms län, är en svensk professionell ishockeyspelare som spelar för Skellefteå AIK i SHL.

## Spelarkarriär
Davidsson började spela hockey för moderklubben Tyresö HK, därefter spelade han för Djurgården Hockey som 16-åring och han spelade i A-laget säsongen 2015/2016. Han var då också utlånad till Asplöven HC i Hockeyallsvenskan, men spelade sedan för Djurgården till och med säsongen 2018-2019. 
Davidsson draftades i den sjätte rundan, som 170:e spelare totalt, av Columbus Blue Jackets i NHL-draften 2017 och han skrev på ett treårigt entry level-kontrakt med Blue Jackets den 4 maj 2018. Sista året i Djurgården var han på lån från Blue Jackets. 
Den 22 februari 2019 blev han tradad till Ottawa Senators tillsammans med Vitaly Abramov och villkorliga draftval i första rundan 2019 och 2020, i utbyte mot Matt Duchene och Julius Bergman. Han spelade sex matcher i NHL och i Ottawas farmarlag Belleville Senators i AHL.
Säsongen 2020/2021 lånades han delvis ut till Västerviks IK, där han spelade med brodern Marcus Davidsson och inför säsongen 2021/2022 skrev de båda på HV71 som inför säsongen börjat i Hockeyallsvenskan efter att ha flyttats ned från SHL.
Den 18 december 2022 blev Davidsson klar för finländska Tappara.
Säsongen 2022/23 blev han, tillsammans med sin broder Marcus, både finska mästare och mästare i Champions Hockey Leauge med Tappara. 

## Tre kronor
Jonathan Davidsson har gjort nio landskamper med svenska landslaget, Tre kronor.

## Klubbar
- Djurgårdens IF J20, J20 Superelit (2012/2013 – 2016/2017)
- Djurgårdens IF, SHL (2015/2016 – 2017/2018)
- Asplöven HC, Allsvenskan (2015/2016) (lån)
- Djurgårdens IF, SHL (2018/2019) (lån)
- Ottawa Senators, NHL (2019/2020)
- Belleville Senators, AHL (2019/2020 – 2020/2021)
- Västerviks IK, Allsvenskan (2020/2021) (lån)
- HV71, Allsvenskan / SHL (2021/2022 – 2022/2023)
- Tappara, Liiga (2022/2023)
- Ässät, Liiga (2023/2024)
- Skellefteå AIK, SHL (2024/2025)